# Dancing with the Stars (seizoen 2)
Het tweede seizoen van Dancing with the Stars begon op 5 maart 2006 op RTL 4. Acht bekende Nederlanders werden gekoppeld aan dezelfde acht professionele dansers uit het eerste seizoen. Ook Lieke van Lexmond deed weer mee, nadat ze eerder eenmalig meedeed aan de oudejaarsspecial. Van Lexmond danste opnieuw met Remco Bastiaansen. De presentatie werd weer gedaan door Ron Brandsteder en Sylvana Simons. De jury bleef ongewijzigd en bestond uit Marcel Bake, Monique van Opstal, Cor van de Stroet en Jan Postulart.
Net als in het eerste seizoen slaagde Marcus van Teijlingen er in om in de finale te komen. Met zijn partner Barbara de Loor won hij van Winston Post en Euvgenia Parakhina.

## Koppels
| Kandidaat         | Beroep         | Professionele partner | Resultaat                      |
| ----------------- | -------------- | --------------------- | ------------------------------ |
| Maik de Boer      | Stylist        | Charissa van Dipte    | 1e Weggestemd op 2 april 2006  |
| Myrna Goossen     | Presentatrice  | Koen Brouwers         | 2e Weggestemd op 9 april 2006  |
| Edsilia Rombley   | Zangeres       | Peter Bosveld         | 3e Weggestemd op 16 april 2006 |
| Lieke van Lexmond | Actrice        | Remco Bastiaansen     | 4e Weggestemd op 23 april 2006 |
| John de Wolf      | Ex-voetballer  | Roemjana de Haan      | 5e Weggestemd op 30 april 2006 |
| Frits Sissing     | Presentator    | Julie Fryer           | Derde op 7 mei 2006            |
| Winston Post      | Acteur & model | Euvgenia Parakhina    | Runners-Up op 14 mei 2006      |
| Barbara de Loor   | Schaatsster    | Marcus van Teijlingen | Winnaars op 14 mei 2006        |

## Scoring chart
| Koppel             | Plaats | 1  | 2  | 1+2 | 3  | 4  | 5  | 6        | 7        | 8            |
| ------------------ | ------ | -- | -- | --- | -- | -- | -- | -------- | -------- | ------------ |
| Barbara & Marcus   | 1      | 27 | 28 | 55  | 35 | 30 | 33 | 36+38=74 | 32+37=69 | 36+35+40=111 |
| Winston & Euvgenia | 2      | 30 | 30 | 60  | 29 | 38 | 35 | 37+33=70 | 38+35=73 | 37+35+37=109 |
| Frits & Julie      | 3      | 32 | 27 | 59  | 33 | 31 | 31 | 32+40=72 | 29+36=65 |              |
| John & Roemjana    | 4      | 23 | 27 | 50  | 25 | 29 | 22 | 31+25=56 |          |              |
| Lieke & Remco      | 5      | 30 | 32 | 62  | 27 | 33 | 31 |          |          |              |
| Edsilla & Peter    | 6      | 30 | 24 | 54  | 32 | 32 |    |          |          |              |
| Myrna & Koen       | 7      | 24 | 21 | 45  | 24 |    |    |          |          |              |
| Maik & Charissa    | 8      | 20 | 23 | 43  |    |    |    |          |          |              |

Rode cijfers geeft de laagste score aan van elke week.
Groene numbers geeft de hoogste score aan van elke week.
 geeft aan welk koppel elk week is weggestemd.
 geeft het winnende koppel aan.
 geeft de tweede plek koppel aan.
 geeft de derde plek koppel aan.

### Gemiddelden
Deze tabel geeft het gemiddelde weer op de schaal van 40 punten. De Weense wals uit week 5 is niet meegerekend, omdat de koppels hiervoor geen cijfer kregen.
| Plek bij gem. | Resultaat | Koppel             | Totaal aantal punten | Aantal dansen | Gemiddelde |
| ------------- | --------- | ------------------ | -------------------- | ------------- | ---------- |
| 1             | 2         | Winston & Euvgenia | 414                  | 12            | 34.5       |
| 2             | 1         | Barbara & Marcus   | 407                  | 12            | 33.9       |
| 3             | 3         | Frits & Julie      | 291                  | 9             | 32.3       |
| 4             | 5         | Lieke & Remco      | 153                  | 5             | 30.6       |
| 5             | 6         | Edsilla & Peter    | 118                  | 4             | 29.5       |
| 6             | 4         | John & Roemjana    | 182                  | 7             | 26.0       |
| 7             | 7         | Myrna & Koen       | 69                   | 3             | 23.0       |
| 8             | 8         | Maik & Charissa    | 43                   | 2             | 21.5       |

## Hoogste en laagste routines

### Hoogst en laagst scorende routines
| Dans         | Beste danser(s)              | Hoogste score | Slechtste danser(s) | Laagste score |
| ------------ | ---------------------------- | ------------- | ------------------- | ------------- |
| Chachacha    | Barbara de Loor              | 37            | John de Wolf        | 23            |
| Engelse wals | Frits Sissing                | 32            | Maik de Boer        | 20            |
| Quickstep    | Winston Post                 | 37            | Myrna Goossen       | 21            |
| Rumba        | Frits Sissing                | 36            | Maik de Boer        | 23            |
| Jive         | Barbara de Loor              | 38            | Myrna Goossen       | 24            |
| Tango        | Barbara de Loor              | 37            | Lieke van Lexmond   | 27            |
| Paso doble   | Frits Sissing                | 40            | Barbara de Loor     | 30            |
| Slowfox      | Winston Post                 | 38            | John de Wolf        | 29            |
| Samba        | Barbara de Loor Winston Post | 35            | John de Wolf        | 22            |
| Freestyle    | Barbara de Loor              | 40            | Winston Post        | 37            |

### Koppels hoogst en laagst scorende routines
| Koppels            | Hoogst scorende routine   | Laagst scorende routine |
| ------------------ | ------------------------- | ----------------------- |
| Barbara & Marcus   | Freestyle (40)            | Engelse wals (27)       |
| Winston & Euvgenia | Paso doble & Slowfox (38) | Tango (29)              |
| Frits & Julie      | Paso doble (40)           | Quickstep (27)          |
| John & Roemjana    | Tango (31)                | Samba (22)              |
| Lieke & Remco      | Paso doble (33)           | Tango (27)              |
| Edsilla & Peter    | Jive & Slowfox (32)       | Quickstep (24)          |
| Myrna & Koen       | Chachacha & Jive (24)     | Quickstep (21)          |
| Maik & Charissa    | Rumba (23)                | Engelse wals (20)       |

## Afleveringen

### Week 1
De Individuele juryscores staan in volgorde van links naar rechts: Marcel Bake, Monique van Opstal, Cor van de Stroet, Jan Postulart.
| Koppel             | Score        | Dans         | Muziek                                                    |
| ------------------ | ------------ | ------------ | --------------------------------------------------------- |
| Edsilia & Peter    | 30 (7,8,8,7) | Chachacha    | "Guantanamera"—Larry Elgard                               |
| Winston & Euvgenia | 30 (8,7,7,8) | Engelse wals | "Gotham City"—Best of Black Music                         |
| Myrna & Koen       | 24 (6,6,6,6) | Chachacha    | "Lady Marmelade"—Christina Aguilera, Lil' Kim, Mya & P!nk |
| Maik & Charissa    | 20 (5,5,5,5) | Engelse wals | "What the World Needs Now"—Dionne Warwick                 |
| Lieke & Remco      | 30 (8,8,7,7) | Engelse wals | "Take It to the Limit"—Eagles                             |
| Frits & Julie      | 32 (8,8,8,8) | Chachacha    | "Gigolo"—Los Umbrellos                                    |
| Barbara & Marcus   | 27 (7,6,7,7) | Engelse wals | "Oye Como Va"—Santana                                     |
| John & Roemjana    | 23 (5,6,6,6) | Chachacha    | "When I Need You"—Céline Dion                             |

### Week 2
| Koppel             | Score        | Dans      | Muziek                                       | Resultaat  |
| ------------------ | ------------ | --------- | -------------------------------------------- | ---------- |
| Myrna & Koen       | 21 (5,6,5,5) | Quickstep | "9 to 5"—Dolly Parton                        | Veilig     |
| Barbara & Marcus   | 28 (7,7,7,7) | Rumba     | "Walk on By"—Dionne Warwick                  | Veilig     |
| Frits & Julie      | 27 (7,7,6,7) | Quickstep | "Don’t Nobody Bring Me Bad News"—uit The Wiz | Bottom 3   |
| Winston & Euvgenia | 30 (8,8,7,7) | Rumba     | "You're Beautiful"—James Blunt               | Veilig     |
| John & Roemjana    | 27 (7,7,6,7) | Quickstep | "Puttin' on the Ritz"—Taco Ockerse           | Bottom 2   |
| Maik & Charissa    | 23 (6,6,5,6) | Rumba     | "Nobody Knows"—Toni Rich Project             | Weggestemd |
| Edsilia & Peter    | 24 (6,6,6,6) | Quickstep | "The Way To Your Heart"—Soulsister           | Veilig     |
| Lieke & Remco      | 32 (8,8,8,8) | Rumba     | "Golden Eye"—Tina Turner                     | Veilig     |

### Week 3
| Koppel             | Score        | Dans  | Muziek                                      | Resultaat  |
| ------------------ | ------------ | ----- | ------------------------------------------- | ---------- |
| Frits & Julie      | 32 (8,8,9,8) | Jive  | "Shake a Tail Feather"—Ray Charles          | Veilig     |
| Lieke & Remco      | 27 (7,7,6,7) | Tango | "Gitar Tango"—Mania Lieverman               | Bottom 2   |
| John & Roemjana    | 25 (6,6,6,7) | Jive  | "Mambo No. 5 (A little Bit Of...)"—Lou Bega | Veilig     |
| Winston & Euvgenia | 29 (7,7,7,8) | Tango | "Adios Muchachos"—Danny Malando             | Veilig     |
| Myrna & Koen       | 24 (6,6,6,6) | Jive  | "La Bamba"—Los Lobos                        | Weggestemd |
| Barbara & Marcus   | 35 (9,9,8,9) | Tango | "Money, Money, Money"—ABBA                  | Veilig     |
| Edsilia & Peter    | 32 (8,8,8,8) | Jive  | "Do You Love Me"—The Contours               | Bottom 3   |

### Week 4
| Koppel             | Score          | Dans       | Muziek                                          | Resultaat  |
| ------------------ | -------------- | ---------- | ----------------------------------------------- | ---------- |
| Barbara & Marcus   | 30 (7,7,8,8)   | Paso doble | "Onbekend"—uit Carmen                           | Bottom 2   |
| Edsilia & Peter    | 32 (8,8,8,8)   | Slowfox    | "Fever"—Earl Grant                              | Weggestemd |
| Winston & Euvgenia | 38 (9,10,9,10) | Paso doble | "Don't Let Me Be Misunderstood"—Santa Esmeralda | Veilig     |
| John & Roemjana    | 29 (7,8,7,7)   | Slowfox    | "I Wanna Be Love By You"—Sinéad O'Connor        | Veilig     |
| Lieke & Remco      | 33 (8,9,8,8)   | Paso doble | "The Eve of the War"—Jeff Wayne                 | Bottom 3   |
| Frits & Julie      | 31 (8,8,7,8)   | Slowfox    | "New York, New York"—Frank Sinatra              | Veilig     |

### Week 5
| Koppel                                                                          | Score        | Dans        | Muziek                               | Resultaat                 |
| ------------------------------------------------------------------------------- | ------------ | ----------- | ------------------------------------ | ------------------------- |
| John & Roemjana                                                                 | 22 (5,6,5,6) | Samba       | "La Bomba"—King Africa               | Bottom 2                  |
| Frits & Julie                                                                   | 31 (8,8,7,8) | Samba       | "This Train"—Edmondo Ross            | Veilig                    |
| Winston & Euvgenia                                                              | 35 (9,9,8,9) | Samba       | "Ain't It Funny"—Jennifer Lopez      | Veilig                    |
| Lieke & Remco                                                                   | 31 (8,8,8,7) | Samba       | "La Isla Bonita"—Madonna             | Weggestemd                |
| Barbara & Marcus                                                                | 33 (8,9,7,9) | Samba       | "Do You Like The Samba"—Edmundo Ross | Veilig                    |
| John & Roemjana Frits & Julie Winston & Euvgenia Lieke & Remco Barbara & Marcus | n/a          | Weense wals | "Second Waltz"—André Rieu            | "Second Waltz"—André Rieu |

### Week 6
| Koppel             | Score            | Dans         | Muziek                                          | Resultaat  |
| ------------------ | ---------------- | ------------ | ----------------------------------------------- | ---------- |
| Winston & Euvgenia | 37 (10,9,9,9)    | Chachacha    | "La Little Bit Longer"—Onbekend                 | Bottom 2   |
| Winston & Euvgenia | 33 (9,8,7,9)     | Quickstep    | Onbekend                                        | Bottom 2   |
| John & Roemjana    | 31 (7,8,8,8)     | Tango        | "Vous Permettez Monsieur"—Adamo                 | Weggestemd |
| John & Roemjana    | 25 (6,6,6,7)     | Rumba        | "My Girl"—The Temptations                       | Weggestemd |
| Barbara & Marcus   | 36 (8,9,9,10)    | Jive         | "Rock Around the Clock"—Bill Haley & His Comets | Veilig     |
| Barbara & Marcus   | 38 (10,9,9,10)   | Quickstep    | "When you smile"—Onbekend                       | Veilig     |
| Frits & Julie      | 32 (8,8,9,7)     | Engelse wals | "Love anymore"—Onbekend                         | Veilig     |
| Frits & Julie      | 40 (10,10,10,10) | Paso doble   | Onbekend                                        | Veilig     |

### Week 7: Halve finale
| Koppel             | Score          | Dans      | Muziek                                                | Resultaat |
| ------------------ | -------------- | --------- | ----------------------------------------------------- | --------- |
| Frits & Julie      | 29 (7,7,8,7)   | Tango     | Onbekend                                              | Derde     |
| Frits & Julie      | 36 (9,9,9,9)   | Rumba     | Onbekend                                              | Derde     |
| Winston & Euvgenia | 38 (10,9,9,10) | Slowfox   | Onbekend                                              | Veilig    |
| Winston & Euvgenia | 35 (9,8,9,9)   | Jive      | Onbekend                                              | Veilig    |
| Barbara & Marcus   | 32 (8,8,8,8)   | Chachacha | Onbekend                                              | Veilig    |
| Barbara & Marcus   | 37 (10,9,10,9) | Slowfox   | "Always Look on the Bright Side of Life"—Monty Python | Veilig    |

### Week 8: Finale
| Koppel             | Score            | Dans       | Muziek   | Resultaat  |
| ------------------ | ---------------- | ---------- | -------- | ---------- |
| Barbara & Marcus   | 36 (9,9,9,9)     | Tango      | Onbekend | Winnaars   |
| Barbara & Marcus   | 35 (9,9,8,9)     | Samba      | Onbekend | Winnaars   |
| Barbara & Marcus   | 40 (10,10,10,10) | Freestyle  | Onbekend | Winnaars   |
| Winston & Euvgenia | 37 (10,10,8,9)   | Slowfox    | Onbekend | Runners-Up |
| Winston & Euvgenia | 35 (9,9,9,8)     | Paso doble | Onbekend | Runners-Up |
| Winston & Euvgenia | 37 (9,10,9,9)    | Freestyle  | Onbekend | Runners-Up |

## Dance chart
De kandidaten moesten elke week een van de volgende routines dansen:
- Week 1: Chachacha of Engelse wals
- Week 2: Quickstep of Rumba
- Week 3: Jive of Tango
- Week 4: Paso doble of Slowfox
- Week 5: Samba
- Week 6: Twee ongeleerde dansen
- Week 7: Twee ongeleerde dansen
- Week 8: Ballroom, Latin & Freestyle

| Koppel             | Week 1       | Week 2    | Week 3 | Week 4     | Week 5 | Week 5      | Week 6       | Week 6     | Week 7    | Week 7  | Week 8  | Week 8     | Week 8     |
| ------------------ | ------------ | --------- | ------ | ---------- | ------ | ----------- | ------------ | ---------- | --------- | ------- | ------- | ---------- | ---------- |
| Barbara & Marcus   | Engelse wals | Rumba     | Tango  | Paso doble | Samba  | Weense wals | Jive         | Quickstep  | Chachacha | Slowfox | Tango   | Samba      | Freestyle  |
| Winston & Euvgenia | Engelse wals | Rumba     | Tango  | Paso doble | Samba  | Weense wals | Chachacha    | Quickstep  | Slowfox   | Jive    | Slowfox | Paso doble | Freestyle  |
| Frits & Julie      | Chachacha    | Quickstep | Jive   | Slowfox    | Samba  | Weense wals | Engelse wals | Paso doble | Tango     | Rumba   |         |            | Paso doble |
| John & Roemjana    | Chachacha    | Quickstep | Jive   | Slowfox    | Samba  | Weense wals | Tango        | Rumba      |           |         |         |            | Tango      |
| Lieke & Remco      | Engelse wals | Rumba     | Tango  | Paso doble | Samba  | Weense wals |              |            |           |         |         |            | Paso doble |
| Edsilla & Peter    | Chachacha    | Quickstep | Jive   | Slowfox    |        |             |              |            |           |         |         |            | Jive       |
| Myrna & Koen       | Chachacha    | Quickstep | Jive   |            |        |             |              |            |           |         |         |            | Chachacha  |
| Maik & Charissa    | Engelse wals | Rumba     |        |            |        |             |              |            |           |         |         |            | Rumba      |

 Hoogst scorende routine
 Laagst scorende routine
 Gedanst, maar niet beoordeeld

## Kijkcijfers
| Show | Aflevering                | Datum         | Kijkers   | Bron |
| ---- | ------------------------- | ------------- | --------- | ---- |
| 1    | "Top 8 (Week 1)"          | 25 maart 2006 | 1.649.000 |      |
| 2    | "Top 8 (Week 1): Uitslag" | 26 maart 2006 |           |      |
| 3    | "Top 8 (Week 2)"          | 1 april 2006  | 1.511.000 |      |
| 4    | "Top 8 (Week 2): Uitslag" | 2 april 2006  |           |      |
| 5    | "Top 7"                   | 8 april 2006  | 1.855.000 |      |
| 6    | "Top 7: Uitslag"          | 9 april 2006  |           |      |
| 7    | "Top 6"                   | 15 april 2006 | 1.907.000 |      |
| 8    | "Top 6: Uitslag"          | 16 april 2006 | 1.650.000 |      |
| 9    | "Top 5"                   | 22 april 2006 | 1.618.000 |      |
| 10   | "Top 5: Uitslag"          | 23 april 2006 | 1.487.000 |      |
| 11   | "Top 4"                   | 29 april 2006 | 2.040.000 |      |
| 12   | "Top 4: Uitslag"          | 30 april 2006 | 1.671.000 |      |
| 13   | "Top 3"                   | 6 mei 2006    | 1.428.000 |      |
| 14   | "Top 3: Uitslag"          | 7 mei 2006    | 1.624.000 |      |
| 15   | "Finale"                  | 13 mei 2006   | 1.797.000 |      |
| 16   | "Finale: Uitslag"         | 14 mei 2006   | 1.868.000 |      |